# 571
571 (DLXXI) fue un año común comenzado en jueves del calendario juliano, en vigor en aquella fecha.

## Acontecimientos
- Segunda campaña del rey visigodo Leovigildo contra los bizantinos. El rey consigue la entrega de Medina Sidonia (Asidona) por la traición de un tal Framidaneo, y entra en la ciudad, ejecutando a toda la guarnición bizantina. Probablemente también logra la toma de Baza en esta campaña.

## Fallecimientos
- Wehha, rey de Anglia Oriental,